# Vernet (Artesa de Segre)
Vernet és una entitat de població del municipi d'Artesa de Segre, a la comarca de la Noguera. El poble és a la dreta del riu Segre, a mig camí de la carretera que uneix el cap del municipi amb Baldomar, a l'oest del terme municipal. L'any 1034 Vernet fou conquerit per Arnau Mir de Tost. El 1204 resta a mans de Guerau IV de Cabrera i des del 1387 esdevé propietat del marquesat de Camarasa. Fins a l'any 1920 formà part administrativament de Baldomar, al qual s'havia integrat a meitat del segle xix.

## Llocs d'interès
- El Castell de Vernet construït i esmentat al segle xi està troba en bon estat de conservació. Al segle xvi s'inicià la construcció de cases al voltant. Té una planta rectangular, a diferència dels castells de l'època, on a les terres de frontera eren predominants les torres de planta circular. És declarat bé cultural d'interès local.[4]

- Santa Maria de Vernet és una església romànica d'una sola nau i coberta amb volta de canó. Conserva la seva estructura primitiva amb l'afegit de sendes capelles a banda i banda de la nau. Construïda a finals del segle xii, apareix esmentada l'any 1151 com a possessió de la canònica de Santa Maria de Solsona. Amb diversos afegits durant la seva història, fou restaurada el 1964.[5]

- Els Trulls de Vernet són construccions de forma cúbica fetes de pedra i fang als que s'accedeix a través d'una porta de fusta. Representava un gran esforç per ser excavat a la pedra perquè dues de les seves característiques més importants són la compactabilitat i impermeabilitat. A diferència del trull tradicional, aquests es dedicaven al procés de vinificació.[6]